# Trevylyan Napier
Trevylyan Dacres Willes Napier, né le 19 avril 1867 et mort le 30 juillet 1920 est un marin britannique qui termine sa carrière comme vice admiral et commandant en chef de la flotte britannique aux Antilles.